# A Tribe Called Quest
A Tribe Called Quest je americké hip-hopové trio, které vzniklo v roce 1985. Původní sestavu tvořili čtyři rappeři – Q-Tip, Phife Dawg, Ali Shaheed Muhammad a Jarobi White. Poslední jmenovaný opustil skupinu po prvním albu v roce 1991, přesto stále sporadicky přispíval, dokud se opětovně nepřipojil v roce 2006. S triem De La Soul byla jednou z předních skupin afrocentristického uskupení Native Tongues. Měli největší úspěch ze všech skupin, které vzešly z tohoto kolektivu. Spousty jejich písní, jako „Bonita Applebum“, „Can I Kick It?“,„I Left My Wallet in El Segundo“,„Scenario“,„Check the Rhime“,„Jazz (We've Got)“,„Award Tour“ nebo „Electric Relaxation“ jsou dneska považované za hiphopovou klasiku. Skupina vydala 5 alb mezi 1980 a 1998, než se v roce 1998 rozpadla. V roce 2006 se skupina znovu sjednotila ve čtyřčlenné podobě a vydala na turné po USA.
Tato skupina je považována za průkopníky alternativního hip-hopu a připravili cestu mnoha inovativním artistům. Josh Bush z AllMusic je nazval „nejinteligentnějši hip-hopovou skupinou během devadesátek“. V roce 2005 editoři z About.com je ohodnotil jako čtvrté místo na „25 nejlepších rapových skupin všech dob“. Od března roku 2016 skupinu tvoří opět pouze tři členové, neboť Phife Dawg podlehl cukrovce.